# Ramičko jezero
Ramičko jezero se nalazi u Bosni i Hercegovini na oko 10 km od grada Banovića.